# Bedeque and Area
Bedeque and Area es un municipio rural canadiense situado en la provincia de Isla del Príncipe Eduardo.

## Superficie
Bedeque and Area tiene una superficie de 2,26 km².

## Demografía
En 2021, tenía 311 habitantes, una densidad poblacional de 137,5 hab./km², y 132 viviendas.